# Sound of the Sky
Sound of the Sky (jap. ソ・ラ・ノ・ヲ・ト, So Ra No Wo To) ist eine Anime-Fernsehserie aus dem Jahr 2010, die unter der Regie von Mamoru Kambe entstand. Produziert wurde die Serie von A-1 Pictures und Aniplex und ist zugleich das Debüt-Projekt von Anime no Chikara, einem Zusammenschluss von TV Tokyo und Aniplex. Etwa zeitgleich begann die Veröffentlichung einer Manga-Adaption, die von Yagi Shimba gezeichnet wurde und in der Januar-Ausgabe 2010 der Comic Dengeki Daiō anlief.

## Handlung
Im Mittelpunkt der Handlung, die in einer postapokalyptischen Welt spielt, bei der die Menschheit auf den Stand des 20. Jahrhunderts zurückgeworfen wurde, steht das junge Mädchen Kanata Sorami, das aufgrund eines Krieges allein zurückblieb. Zu dieser Zeit stieß sie auf eine Trompetenspielerin, was sie inspirierte dem Militär beizutreten und selbst Trompetenspielerin zu werden. Jedoch sind die Künste des tollpatschigen Mädchens sehr bescheiden. Schließlich weist ihr das Militär einen neuen Einsatzort zu. So kommt es, dass sie dem 1121. Zug in der Stadt Seize (mit Cuenca als Vorlage) zugewiesen wird. Dort versucht ihr Rio Kazumiya als ihre neue Vorgesetzte das Spielen beizubringen.
So erfährt Kanata zunächst das harte Leben als Soldatin, hat aber bald überwiegend Spaß im Umgang mit ihren neuen Freundinnen. Nach und nach verbessert sie sich bei Spielen der Trompete und sie erlebt zusammen mit den anderen vier Soldatinnen der Truppe verschiedene Abenteuer, die immer mehr die traurige Vorgeschichte offenlegen, die zu dem derzeitigen Stand, einer weit in der Zeit zurückgeworfen Welt, geführt hat. Dabei ringen noch immer einige der Mädchen mit den Erinnerungen aus der Vergangenheit, die sie nur schwer verarbeiten können. Dennoch schafft es Kanata durch ihre liebevolle Art die meisten Probleme zu schlichten und sie werden zu sehr engen Freundinnen, die kaum noch an einen Zug erinnern und sich gleichberechtigt behandeln.
Im späteren Verlauf spitzt sich der Konflikt aber erneut zu, als sich die Friedensgespräche mit dem Römischen Reich hinziehen, die aber nicht von allen akzeptiert werden und bewusst auf eine erneute Konfrontation aus sind. Dabei spielt der 1121. Zug eine Schlüsselrolle. Schließlich ist Rio von königlichem Blut und kann die Friedensgespräche zu einem erfolgreichen Ende führen, während Kanata, Kureha, Noël und Felicia es schaffen mit dem wieder instandgesetzten archaischen spinnenartigen Panzer Takemikazuchi die erneute Konfrontation lange genug zu verzögern, sodass der Versuch, die Friedensgespräche zu überschatten, vereitelt wird.

## Charaktere
Soldat Kanata Sorami (空深 彼方, Sorami Kanata)
Kanata ist ein 15-jähriges Mädchen und der Signalist sowie Ladeschütze des Zugs. In ihrer jungen Kindheit blieb Kanata allein zurück und verlor sowohl ihr Zuhause als auch ihre Eltern. Sie schöpfte jedoch neuen Mut, als sie eine Soldatin beim Spielen der Trompete beobachtete, und nahm sich selbst vor eine Trompetenspielerin zu werden. So schloss sie sich im weiteren Verlauf unter nicht genauer geklärten Umständen dem Militär an, um dort das Spielen der Trompete zu erlernen. Als Hauptfigur der Serie wird sie als nettes, aber auch übermütiges Mädchen dargestellt, das sich sehr schnell selbst Probleme bereitet. Obwohl sie starke Probleme beim Spielen ihres Instruments hat, was von den Einwohnern des Ortes mit Sätzen wie „das weckt selbst die Toten“ kommentiert wird, besitzt sie ein absolutes Gehör und kann Klängen sofort die entsprechenden Noten zuweisen.
OFw Rio Kazumiya (和宮 梨旺, Kazumiya Rio)
Rio ist die 17-jährige Signalistin des Zugs. Trotz ihrer vermeintlichen Vorbildrolle besitzt auch sie eine Reihe von Schwächen. So leidet sie sehr unter dem Verlust ihrer Mutter und kümmert sich sehr intensiv um Kanata – fast so, als wenn es ihr eigenes Kind wäre. Rio lehrt ihr überdies das Spielen der Trompete. Sie besitzt eine gute Beziehung zu Felicia Heidemann, wobei die beiden in ihrer Anfangsphase einander nicht ausstehen konnten. Eine für sie typische Eigenschaft ist es, bei Auslosungen regelmäßig Pech zu haben, wie es bereits im Vorspann angedeutet wird.
Lt Felicia Heidemann (フィリシア・ハイデマン, Firishia Haideman)
Die 18-Jährige ist die Anführerin der Zugs und Panzerkommandantin, schert sich aber nicht um die Rangfolge und nennt jeden bei seinem Vornamen. Ebenso scheut sie nicht davor zurück, auch die Drecksarbeit zu machen. Obwohl sie eine sehr ruhige Anführerin ist, ist sie leicht zu verängstigen, was aber auf die meisten Charaktere des Zuges zutrifft.
Soldat Kureha Suminoya (墨埜谷 暮羽, Suminoya Kureha)
Sie ist mit 14 Jahren die Jüngste des Zugs, vom Rang eines Soldaten und der Richtschütze des Panzers. Sie besitzt die typischen Eigenschaften einer Tsundere und versucht den Zug als organisiert und streng zu sehen. Dabei muss sie jedoch selbst zugeben, dass ihre Einheit wenig bekannt ist und vom Militär regelmäßig ignoriert wird.
Uffz Noël Kannagi (寒凪 乃絵留, Kannagi Noeru)
Die 15-Jährige ist die Panzerfahrerin und Mechanikerin. Üblicherweise verbringt sie die meiste Zeit mit dem Versuch, den nicht betriebsfähigen Panzer zu reparieren, wobei ihr jedoch wichtige Teile fehlen. Entsprechend ist sie tagsüber extrem müde und schläft regelmäßig an den ungewöhnlichsten Orten oder während eines Gesprächs ein. Sie ist sehr wortkarg und baut nur schwer Beziehungen mit anderen Menschen aus. Dies liegt daran, dass sie ein Genie ist und als Kind vom Militär ausgenutzt wurde, um eine archaische Biowaffenfabrik wieder in Betrieb zu nehmen.

## Konzeption

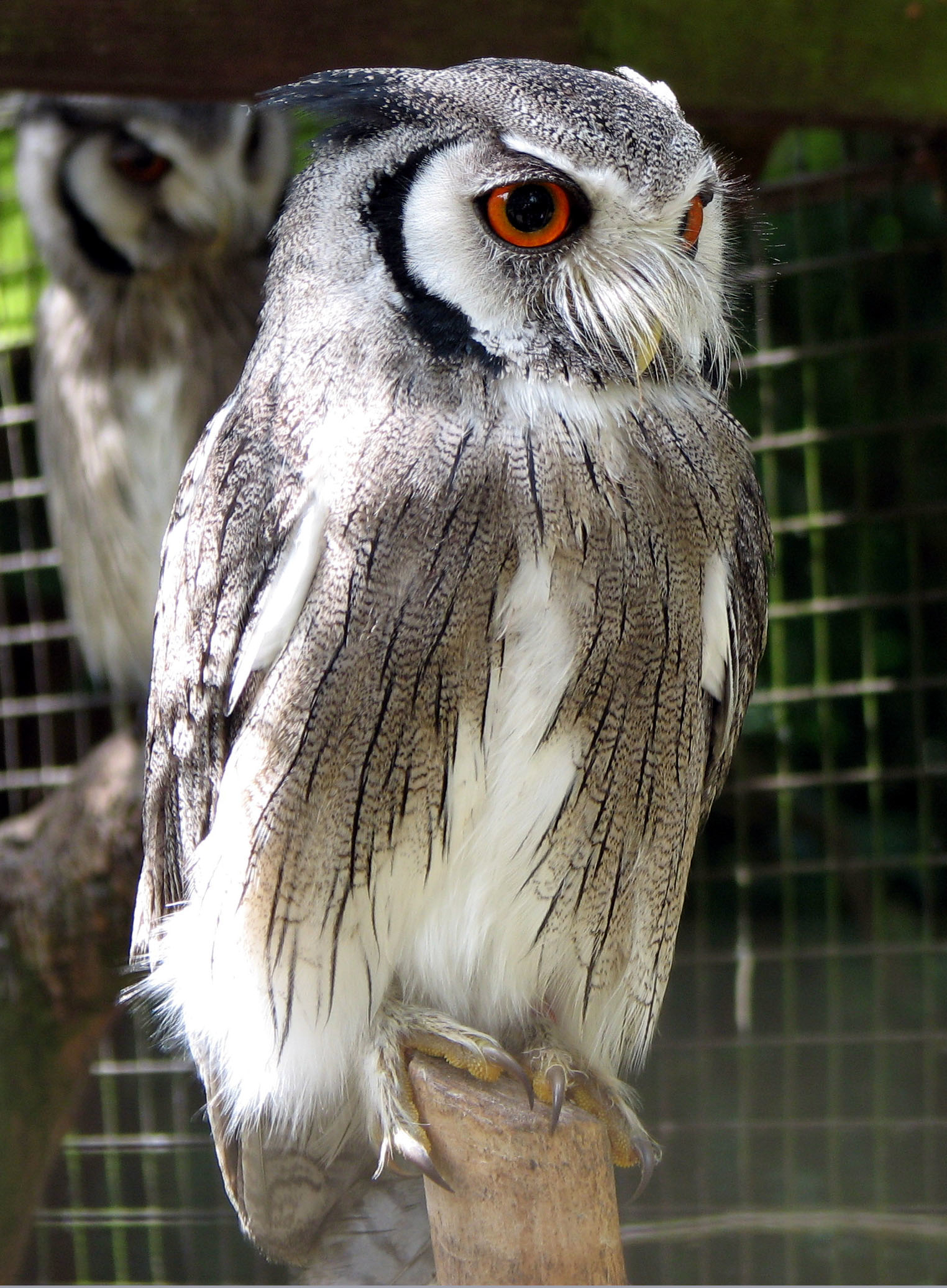
Eine Nordbüscheleule, ein im Anime häufig wiederkehrendes Motiv.

Sora no Woto bedient sich zahlreicher Elemente verschiedener Kulturen. Die Nation Helvetia, zu der der 1121. Zug gehört, wird als französischsprachig dargestellt. Archaische Artefakte wie alte Bücher und Stelen, aber auch größtenteils die Namen der Einwohner sind in Japanisch geschrieben, einer Sprache, die kaum einer der Einwohner verstehen kann und deren Schriftzeichen schlicht als Ideogramme bezeichnet werden. Die gegnerische Nation wird von Helvetia als Roma bezeichnet und nennt sich in ihrer eigenen Sprache, dem Deutschen, selbst Römisches Reich. Ein ständig wieder aufgegriffenes Motiv ist die in südafrikanischen Regionen beheimatete Nordbüscheleule (Ptilopsis leucotis), die im Anime sowohl als Haustier als auch als Wappentier vorkommt und die für sie typische Verhaltensweise wiedergibt. Kurz vor der Produktion der Serie war ein Video aus einer japanischen Fernsehsendung bekannt geworden, das den Schutzmechanismus der Eule vor potentiellen Feinden thematisierte.
Der Vorspann der Serie verwendete zahlreiche Illustrationen im Stile der Werke von Gustav Klimt, in denen, wie zuvor schon in Elfen Lied vom selben Regisseur wie Sora no Woto, die vorkommenden Figuren durch die Charaktere des Animes ersetzt wurden.

## Entstehung und Veröffentlichungen
Sora no Woto entstand als die Debüt-Produktion von Anime no Chikara, einem Zusammenschluss der Anime-Abteilung von TV Tokyo und Aniplex. Ziel dieses Projektes sollte es sein, eine Gruppe von Kreativen zusammenzuführen, um nicht auf anderen Werken aufbauende Anime-Fernsehserien zu produzieren. Der Anime wurde dazu vom Studio A-1 Pictures animiert. Regie führte Mamoru Kambe, der zuvor bereits Werke wie Elfen Lied, Baccano! oder Cardcaptor Sakura koordinierte. Das ursprüngliche Design der Charaktere wurde von Mel Kishida entworfen und von Toshifumi Akai an die Bedürfnisse eines Anime angepasst. Das Drehbuch wurde von Hiroyuki Yoshino geschrieben, der die Handlung auf dem Konzept von Paradores aufbaute.
Erstmals ausgestrahlt wurden die zwölf Folgen der Serie vom 5. Januar bis 23. März 2010 (nach Mitternacht und damit am vorherigen Fernsehtag) auf dem japanischen Fernsehsender TV Tokyo. Mit einigen Tagen Versatz begannen auch die Sender AT-X, TV Aichi und TV Ōsaka mit der Ausstrahlung. Zwei weitere Folgen erschienen nur auf DVD und BD.
In Europa wurde die Serie von Beez Entertainment lizenziert, deren DVDs mit deutscher Lokalisierung unter dem Titel Sounds of the Skies ab Juni 2011 über Al!ve vertrieben wurden.

### Synchronisation
| Rolle            | japanischer Sprecher (Seiyū) |
| ---------------- | ---------------------------- |
| Kanata Sorami    | Hisako Kanemoto              |
| Rio Kazumiya     | Yū Kobayashi                 |
| Kureha Suminoya  | Eri Kitamura                 |
| Noël Kannagi     | Yūki Aoi                     |
| Felicia Heideman | Aya Endō                     |
| Yumina           | Misato Fukuen                |
| Klaus            | Yukinori Ishizuka            |
| Naomi            | Mayuno Yasukawa              |
| Mishio           | Mayuko Takahashi             |

### Musik
Die Musik der Serie wurde von Michiru Ōshima komponiert Im Vorspann wurde der Titel Hikari no Senritsu (光の旋律) von Kalafina verwendet. Der Abspann ist mit dem Titel Girls, Be Ambitious. von Haruka Tomatsu unterlegt. Daneben kam auch das französischsprachige Stück Servante du feu zum Einsatz, das von Matthieu Ladouce gesungen wurde.
Die Single des Vorspanns Hikari no Senritsu wurde am 20. Januar 2010 von Sony Music veröffentlicht. Ihr folgte am 27. Januar 2010 die Single des Abspanns Girls, Be Ambitious., die von Music Ray'n veröffentlicht wurde. Am 24. März, also einen Tag nach dem Ende der Erstausstrahlung, wurde unter dem Titel Sora no Woto: Original Soundtrack (ソ・ラ・ノ・ヲ・ト オリジナル・サウンドトラック) von Aniplex veröffentlicht.

## Manga
Noch vor der Veröffentlichung des Animes begann der Abdruck einer gleichnamigen Manga-Reihe innerhalb der Comic Dengeki Daiō, die von Yagi Shimba gezeichnet wird. Die Handlung wie auch das ursprüngliche Konzept für den Anime stammt von Paradores. In dem von ASCII Media Works herausgegebenen Magazin wurde der Manga erstmals in der Januar-Ausgabe 2010 von November 2009 abgedruckt.
Das letzte Kapitel erschien in der August-Ausgabe vom Juni 2011. Die Einzelkapitel wurden auch in zwei Sammelbänden zusammengefasst.